# Enzo Fittipaldi
Enzo Fittipaldi (Miami, Florida, 18 juli 2001) is een Braziliaans-Amerikaans autocoureur. Hij is de kleinzoon van tweevoudig Formule 1-wereldkampioen Emerson Fittipaldi en de jongere broer van eveneens autocoureur Pietro Fittipaldi. In 2023 maakte hij deel uit van het Red Bull Junior Team, het opleidingsprogramma van het Formule 1-team Red Bull Racing.

## Carrière
Fittipaldi begon zijn autosportcarrière in het karting in 2009, waar hij tot 2015 in uitkwam. In 2016 stapte hij over naar het Ginetta Junior Championship, een Brits kampioenschap waar voornamelijk jonge coureurs aan deelnemen. Hij kwam hierin uit voor het team Douglas Motorsport. Een achtste plaats op het Croft Circuit was zijn beste resultaat voordat hij na zeven van de tien raceweekenden de klasse verliet. Met 113 punten eindigde hij op de achttiende plaats in het klassement. In november van dat jaar werd hij door het Formule 1-team van Ferrari opgenomen in de Ferrari Driver Academy, hun opleidingsprogramma voor jonge coureurs.
In 2017 stapte Fittipaldi over naar het formuleracing, waarbij hij zijn Formule 4-debuut maakte in het Italiaanse Formule 4-kampioenschap bij het Prema Powerteam. Hij kende een redelijk debuutseizoen, waarin een viertal vijfde plaatsen zijn beste raceklasseringen waren. Met 89 punten werd hij negende in de eindstand. Daarnaast kwam hij voor Prema uit als gastcoureur in het ADAC Formule 4-kampioenschap tijdens het raceweekend op de Nürburgring en behaalde in de derde race een podiumplaats.
In 2018 bleef Fittipaldi actief voor Prema in de Italiaanse Formule 4 en reed hij daarnaast ook een volledig programma in de ADAC Formule 4. In het Italiaanse kampioenschap won hij zeven races, inclusief alle drie de races in het weekend op het Misano World Circuit Marco Simoncelli. Met 303 punten werd hij in de seizoensfinale tot kampioen gekroond. In het ADAC-kampioenschap had hij het lastiger en wist hij slechts op de Red Bull Ring een race te winnen. Hij behaalde 223 punten en werd achter Lirim Zendeli en Liam Lawson derde in het eindklassement.
In 2019 maakte Fittipaldi zijn Formule 3-debuut in het nieuwe Formula Regional European Championship, waarin hij zijn samenwerking met Prema voortzette. In de seizoensopener op het Circuit Paul Ricard won hij zijn eerste race en op het Autodromo Enzo e Dino Ferrari voegde hij hier een tweede zege aan toe. Met 336 punten werd hij tweede in het kampioenschap, op gepaste afstand van de dominerende Frederik Vesti. Aan het eind van het jaar debuteerde hij in de Grand Prix van Macau voor het Sauber Junior Team by Charouz, waarin hij zestiende werd.
In 2020 stapte Fittipaldi over naar het FIA Formule 3-kampioenschap, waarin hij uitkwam voor het team HWA Racelab. Hij kende een redelijk debuutseizoen waarin een vijfde en een vierde plaats tijdens de seizoensfinale op het Circuit Mugello zijn beste finishes waren. Met 27 punten eindigde hij op de vijftiende plaats in het klassement.
In 2021 maakte Fittipaldi de overstap naar de Verenigde Staten, waarin hij voor de combinatie van Andretti Autosport en RP Motorsport uitkomt in het Indy Pro 2000 Championship. Na het eerste raceweekend verliet hij dit kampioenschap om dat jaar terug te keren in de FIA Formule 3, waarin hij ditmaal bij het team Charouz Racing System rijdt. Hij behaalde op de Hungaroring zijn eerste podiumfinish in de klasse. Halverwege het seizoen maakt hij voor ditzelfde team de overstap naar de Formule 2, waar hij de vertrokken David Beckmann vervangt. Hij scoorde punten in de tweede race op het Jeddah Corniche Circuit, maar liep in de derde race van dit weekend een hielblessure op nadat hij bij de start de stilgevallen Théo Pourchaire niet kon ontwijken. Hierdoor moest hij de laatste races op het Yas Marina Circuit aan zich voorbij laten gaan. Fittipaldi's plek bij Charouz Racing System werd voor het laatste raceweekend in Abu Dhabi opgevuld door Richard Verschoor.
In 2022 reed Fittipaldi zijn eerste volledige Formule 2-seizoen bij Charouz. Het team werd het voorgaande seizoen voorlaatste in het kampioenschap. Na twee puntloze weekenden behaalde hij een verrassende podiumplaats op het Autodromo Internazionale Enzo e Dino Ferrari. In de rest van het seizoen stond hij nog vijfmaal op het podium, waaronder in beide races op de Hungaroring. Met 126 punten werd hij achtste in het eindklassement.
In 2023 stapte Fittipaldi binnen de Formule 2 over naar het team Carlin. Ook trad hij toe tot het Red Bull Junior Team, het opleidingsprogramma van het Formule 1-team Red Bull Racing. Hij behaalde podiumplaatsen op het Baku City Circuit en het Circuit de Barcelona-Catalunya, voordat hij op het Circuit de Spa-Francorchamps zijn eerste zege boekte. In datzelfde weekend stond hij nogmaals op het podium. Hij sloot het seizoen af met een podiumfinish op Yas Marina. Met 124 punten verbeterde hij zichzelf naar de zevende plaats in de eindstand.
In 2024 reed Fittipaldi een derde jaar in de Formule 2, waarin hij overstapte naar Van Amersfoort Racing. Wel verliet hij het Red Bull Junior Team. In het tweede raceweekend op Jeddah won hij de hoofdrace en werd hij derde in de sprintrace. Dit bleken zijn enige podiumplaatsen van het jaar. Hij miste de laatste twee raceweekenden, waarin hij werd vervangen door John Bennett. Met 61 punten werd hij vijftiende in het kampioenschap.